# 甬新河
甬新河是浙江省宁波市内河水网中的一条人工河，属于鄞东南河网。甬新河是宁波最长的人工河，起自奉化区境内的东江，由南向北穿过奉化区、鄞州区，最后由甬新闸注入甬江。河道全长35.6公里，河底宽度33米至40米，河面宽60米。2005年，甬新河得到整治，其防洪能力和景观有了较大的提高。